# Relações entre Brasil e Iugoslávia
As relações entre Brasil e Iugoslávia foram relações externas históricas entre a República Federativa do Brasil e a agora dividida Iugoslávia (reino ou república socialista). Após a dissolução da Iugoslávia e a ratificação do Acordo sobre Questões de Sucessão, a Eslovênia, um dos cinco estados soberanos sucessores iguais, assumiu as propriedades da Embaixada da Iugoslávia em Brasília. 

## História

### Primeiros contatos e estabelecimento de relações
O Brasil abriu seu Consulado em Belgrado em 1918, enquanto as relações bilaterais formais foram estabelecidas em 1938.  O Consulado Geral do Reino da Iugoslávia em São Paulo foi inaugurado em 31 de maio de 1929.  O primeiro embaixador brasileiro no Reino da Iugoslávia chegou em 3 de junho de 1939.  Durante a Segunda Guerra Mundial, o Brasil enviou um encarregado de negócios a Londres, especificamente para fazer a ligação com o governo iugoslavo no exílio. 

### Relações durante a Guerra Fria
Após o fim da Segunda Guerra Mundial na Iugoslávia e o estabelecimento da República Socialista Federativa da Iugoslávia, as relações diplomáticas entre os dois países foram restabelecidas em 1946, enquanto em 1952 a categoria das representações foi elevada ao nível de embaixada.  O vice-presidente do Brasil João Café Filho visitou a Iugoslávia em 1951.  Em 1963, o Presidente da Iugoslávia, Josip Broz Tito, organizou uma viagem sul-americana de um mês (18 de setembro a 17 de outubro), durante a qual visitou Brasil, Chile, Bolívia, Peru e México. A visita ao Brasil incluiu encontros com o então presidente João Goulart. 

### Fim da Iugoslávia e relações com os Estados sucessores
Com a dissolução da Iugoslávia nos anos 1990, o Brasil reconheceu gradualmente os Estados independentes surgidos a partir do antigo território iugoslavo. O país estabeleceu embaixadas ou representações consulares em Belgrado, Zagreb, Sarajevo, Liubliana, Escópia e Podgoritza, mantendo relações diplomáticas formais com todos os países da antiga Iugoslávia.
O Brasil reconheceu a independência da Croácia, Eslovênia e da Bósnia e Herzegovina em 1992, da Macedônia (atualmente Macedônia do Norte) em 1995.  Em 2006, o Brasil reconheceu a independência de Montenegro.

## Imigração iugoslava no Brasil
O Brasil recebeu milhares de imigrantes vindos das regiões que compunham a antiga Iugoslávia. A maioria era composta por croatas, eslovenos e sérvios, muitos dos quais se estabeleceram nos estados do Paraná, São Paulo, Rio Grande do Sul e Santa Catarina. Comunidades organizadas preservaram elementos culturais como a língua, a religião (católica ou ortodoxa) e as danças folclóricas. 

## Comércio e cooperação
O comércio bilateral entre Brasil e Iugoslávia foi modesto durante a maior parte do século XX, consistindo principalmente na exportação de café brasileiro e na importação de produtos manufaturados iugoslavos.  Também houve cooperação cultural e científica pontual, com intercâmbio de estudantes e participação em eventos internacionais, como feiras industriais e mostras de cinema. 
O Brasil também enviou representantes diplomáticos para Belgrado e manteve embaixadores até o início do colapso da Iugoslávia em 1991. 